# PCI-X

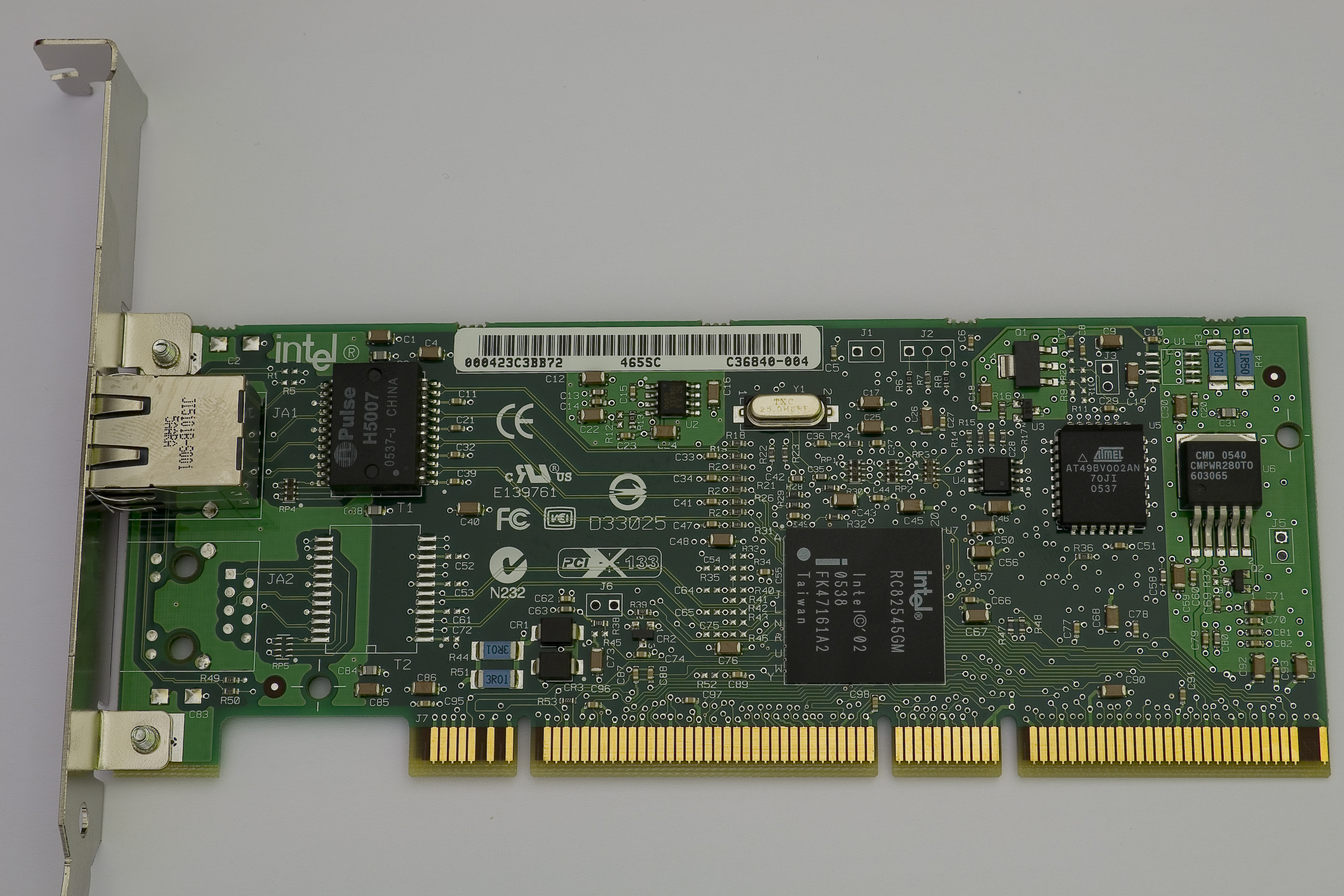
Een PCI-X netwerkkaart

PCI-X, een afkorting van Peripheral Component Interconnect eXtended, is een computerbus die oorspronkelijk is bedoeld voor servers. Deze 64-bit-bus is een doorontwikkeling van de PCI-bus. Het ondersteunt een hogere bandbreedte en een kloksnelheid tot 133 MHz. PCI-X 2.0 biedt ondersteuning voor snelheden tot 533 MHz.
In moderne computers is de parallelle PCI-X vervangen door de seriële PCI Express. 

## Achtergrond
De PCI-X-standaard werd in samenwerking met IBM, HP en Compaq ontwikkeld in 1998. Men probeerde om gepatenteerde serverextensies naar de PCI-bus te coderen om zo verschillende tekortkomingen van PCI aan te pakken en de prestaties van apparaten met een hoge bandbreedte, zoals Gigabit Ethernet, glasvezel en Ultra3 SCSI, te verbeteren.
De eerste PCI-X-producten kwamen op de markt in 1998 en werden gepromoot als "gereed voor 64 bit PCI", een hint naar toekomstige uitbreiding. De PCI-X-naam werd pas enkele jaren later gebruikt, toen ook moederborden met PCI-X-sleuven beschikbaar kwamen.
In 2003 werd PCI-X 2.0 door de PCI SIG goedgekeurd. Het voegt de varianten met 266 MHz en 533 MHz toe, die respectievelijk een doorvoersnelheid halen van 2132 MB en 4266 MB per seconde. PCI-X 2.0 biedt ook een betere betrouwbaarheid van het systeem en voegt foutcorrigerende codes aan de bus toe. Net als met PCI-Express zijn er functies aanwezig om apparaten op de bus met elkaar te laten communiceren, zonder de processor of buscontroller hiervoor te belasten.

## Vergelijking met PCI-Express
PCI-X wordt vaak verward met het vergelijkbaar klinkende PCI Express, vaak afgekort tot PCI-E of PCIe. De kaarten zelf zijn echter niet compatibel en zien er anders uit. Hoewel het beide high-speed computerbussen zijn voor interne randapparatuur, verschillen ze op veel punten.
Het eerste is dat PCI-X een 64 bit parallelle interface is die achterwaarts compatibel is met 32 bit PCI-apparaten. PCIe is een seriële point-to-point-verbinding met een andere fysieke interface die is ontworpen om zowel PCI als PCI-X te vervangen. PCI-X en standaard PCI-bussen kunnen op een PCIe-brug werken. PCIe komt ook overeen met PCI-X en zelfs PCI-X 2.0 in maximale bandbreedte.
PCI-X heeft technologische en economische nadelen vergeleken met PCI Express. De 64-bit parallelle interface bevat gecompliceerde traceerrouting, omdat de signalen van de parallelle bus gelijktijdig of binnen een zeer kort venster moeten aankomen en ruis van aangrenzende sleuven gemakkelijk storing kan veroorzaken. De seriële interface van PCIe heeft minder last van dergelijke problemen en vereist daarom niet zulke complexe en dure ontwerpen.
PCI-X-bussen werken slechts zo snel als het langzaamste apparaat, terwijl PCIe-apparaten zelfstandig over de bussnelheid kunnen onderhandelen. Bovendien zijn PCI-X-slots langer dan PCIe 1x tot PCIe 16x, wat het onmogelijk maakt om korte kaarten te maken voor PCI-X.